# Alegeri locale în județul Constanța, 2020
În județul Constanța, alegerile locale din 2020 s-au desfășurat la 27 septembrie.
.

## Rezultate
| Primăria municipiului Constanța | Primăria municipiului Constanța | Primăria municipiului Constanța | Primăria municipiului Constanța |
| Candidat                        | Partid                          | voturi                          | %                               |
| ------------------------------- | ------------------------------- | ------------------------------- | ------------------------------- |
| Vergil Chițac                   | PNL                             | 27.569                          | 28.48                           |
| Stelian-Cristian Ion            | Alianța USR-PLUS                | 23.523                          | 24.30                           |
| Decebal Făgădău                 | PSD                             | 23.414                          | 24.19                           |
| Horia Constantinescu            | PPU                             | 4.876                           | 5.03                            |
| Corina Martin                   | PER                             | 3.223                           | 3.33                            |
| Claudiu Palaz                   | PMP                             | 2.386                           | 2.46                            |
| Mircea Dobre                    | PRO România                     | 1.886                           | 1.94                            |
| Andrei Popescu                  | Indepedent                      | 1.414                           | 1.46                            |

| Consiliul Local | Consiliul Local  | Consiliul Local | Consiliul Local | Consiliul Local |
| Partid          | Partid           | voturi          | %               | Mandate         |
| --------------- | ---------------- | --------------- | --------------- | --------------- |
|                 | PNL              | 26.424          | 27.67           | 10              |
|                 | Alianța USR-PLUS | 22.773          | 23.85           | 9               |
|                 | PSD              | 19.025          | 19.92           | 8               |
|                 | PMP              | 4.500           | 4.71            | 0               |
|                 | PER              | 3.592           | 3.76            | 0               |
|                 | PRO România      | 3.314           | 3.47            | 0               |
|                 | PPU              | 3.307           | 3.46            | 0               |
|                 | ALDE             | 2.240           | 2.34            | 0               |

### Consiliul Judetean
| Partid | Partid              | Voturi | %     | Mandate |
| ------ | ------------------- | ------ | ----- | ------- |
|        | PNL                 | 97.343 | 36.11 | 15      |
|        | PSD-ALDE-PNȚCD-ADER | 62.007 | 23.00 | 10      |
|        | USR-PLUS            | 34.896 | 12.94 | 5       |
|        | PMP                 | 21.727 | 8.06  | 3       |
|        | PRO România         | 17.161 | 6.36  | 3       |
|        | PER                 | 13.081 | 4.85  | 0       |
|        | AUR                 | 5.920  | 2.19  | 0       |
|        | PNR                 | 4.816  | 1.78  | 0       |
|        | PRM                 | 4.699  | 1.74  | 0       |

## Sondaje Candidați la Primăria Constanța
| Sursă                | Dată               | Eșantion | Virgil Chițac PNL | Decebal Făgădău PSD | Stelian-Cristian Ion USR PLUS | Claudiu Palaz PMP | Corina Martin PER | Mircea Dobre PRO România | Horia Constantinescu PPU-sl | Andrei Popescu Indepedent | Alții | Avans |
| -------------------- | ------------------ | -------- | ----------------- | ------------------- | ----------------------------- | ----------------- | ----------------- | ------------------------ | --------------------------- | ------------------------- | ----- | ----- |
| EXIT-POLL            |                    |          | 29%               | 23%                 | 29%                           |                   |                   |                          |                             |                           |       |       |
| IRES                 | septembrie 2020    | -        | 25%               | 24%                 | 22%                           | -                 | -                 | -                        | -                           | -                         | -     | 1%    |
| digi24.ro            | 2-9 septembrie     | 1.100    | 39,3              | 31,7                | 15,8                          | 2,2               | 2,6               | 1,6                      | 2,7                         | 1,6                       | 2,4   | 7,6%  |
| Psyho Global Consult | 18-24 august 2020  | 1000     | 36%               | 35%                 | 14%                           | 4%                | 3%                | 3%                       | 1%                          | 3%                        | 1%    | 1%    |
|                      |                    |          |                   |                     |                               |                   |                   |                          |                             |                           |       |       |
| Alegeri Locale 2020  | 27 septembrie 2020 |          |                   |                     |                               |                   |                   |                          |                             |                           |       |       |

## Sondaje Partide Primăria Constanța
| Sursă                | Dată               | Eșantion | PNL  | PSD  | USR PLUS | PMP | ALDE | PRO România | Alții | Avans |
| -------------------- | ------------------ | -------- | ---- | ---- | -------- | --- | ---- | ----------- | ----- | ----- |
| EXIT-POLL            |                    |          |      |      |          |     |      |             |       |       |
| IRES                 | septembrie 2020    | -        | 25%  | 19%  | 24%      | -   | -    | -           | -     | 1%    |
| digi24.ro            | 2-9 sept.          | 1.100    | 38,1 | 30.8 | 16,9     | 2,7 | 0,7  | 1,8         | 9,1   | 7,3%  |
| Psyho Global Consult | 18-24 august 2020  | 1000     | 36%  | 35%  | 19%      | 5%  | 2%   | 2%          | 1%    | 1%    |
|                      |                    |          |      |      |          |     |      |             |       |       |
| Alegeri Locale 2020  | 27 septembrie 2020 |          |      |      |          |     |      |             |       |       |